# Stadion Sportowy w Królewskiej Woli
Stadion Sportowy – stadion piłkarski w Królewskiej Woli, w województwie dolnośląskim, w Polsce. Został wybudowany w latach 2001–2005. Może pomieścić 1000 widzów. W przeszłości swoje spotkania rozgrywali na nim piłkarze klubu Gawin Królewska Wola.
W 1999 roku, po przejęciu Zenitu Międzybórz przez Andrzeja Gawina, właściciela fabryki mebli w Królewskiej Woli, powstał klub piłkarski Gawin Królewska Wola. W latach 2001–2005 wybudowano dla nowego klubu stadion w Królewskiej Woli (zespół występował na nim już od 2002 roku). Od sezonu 2005/2006 drużyna grała w III lidze, a po reformie rozgrywek w 2008 roku w II lidze, w grupie zachodniej (był to jednak nadal trzeci poziom rozgrywkowy). Po rundzie jesiennej sezonu 2008/2009 klub zajmował pozycję lidera tabeli, jednak z powodów finansowych nie był w stanie dalej prowadzić działalności i został przejęty przez Ślęzę Wrocław. Po likwidacji klubu obiekt wciąż bywa jeszcze wykorzystywany.
Obiekt stanowi pełnowymiarowe boisko piłkarskie, wzdłuż którego, od strony południowo-zachodniej, wybudowano dwie trybuny połączone stojącym za nimi budynkiem klubowym, na którym w części centralnej znajdują się zadaszone miejsca dla VIP-ów. Na trybunach zamontowano około 1000 plastikowych krzesełek dla widzów. Obok głównej płyty boiska mieści się również pełnowymiarowe boisko treningowe.